# Culoare, vis, lumină
Culoare, vis, lumină este un film românesc din 1988 regizat de Felicia Cernăianu.